# Boehmeria macrophylla
Boehmeria macrophylla là loài thực vật có hoa trong họ Tầm ma. Loài này được Hornem. mô tả khoa học đầu tiên năm 1815.